# João Mendes da Costa Filho
João Mendes da Costa Filho (Feira de Santana, 3 de setembro de 1903 — ?) foi um político brasileiro. Exerceu o mandato de deputado federal constituinte pela Bahia em 1946.